# Fosters Professional 1988
Das Fosters Professional 1988 war ein Snookerturnier, welches zur Main Tour-Saison 1988/89 gehörte. Es war die einzige Austragung des Turnieres unter dem Namen Fosters Professional, davor wurde es unter dem Namen Carling Challenge bzw. Carlsberg Challenge geführt. Das Turnier wurde nach dieser Austragung eingestellt.
Das Einladungsturnier wurde im Oktober 1988 in Dublin zwischen vier Teilnehmern ausgetragen. Sieger wurde der Engländer Mike Hallett, der im Finale Stephen Hendry mit 8:5 besiegte. Hendry spielte mit einem 99er-Break im Finale das höchste Break des Turnieres und verpasste somit ein Century Break um nur einen Punkt.

## Preisgeld
Insgesamt betrug das Preisgeld 34.600 ₤.
|                | Preisgeld |
| -------------- | --------- |
| Sieger         | 12.500 ₤  |
| Finalist       | 8.500 ₤   |
| Halbfinalist   | 5.850 ₤   |
| Höchstes Break | 2.000 ₤   |
| Insgesamt      | 34.600    |

## Turnier
|  | Halbfinale Best of 9 Frames | Halbfinale Best of 9 Frames |              |                | Finale Best of 15 Frames | Finale Best of 15 Frames |
|  |                             |                             |              |                |                          |                          |
|  |                             |                             |              |                |                          |                          |
|  | Mike Hallett                | 5                           |              |                |                          |                          |
|  | John Parrott                | 3                           |              |                |                          |                          |
|  |                             |                             | Mike Hallett | 8              |                          |                          |
|  |                             |                             |              | Stephen Hendry | 5                        |                          |
|  | Stephen Hendry              | 5                           |              |                |                          |                          |
|  | Eugene Hughes               | 1                           |              |                |                          |                          |
|  |                             |                             |              |                |                          |                          |

### Finale
Dreimal waren Mike Hallett und Stephen Hendry schon in einem Turnierfinale aufeinandergetroffen, dreimal hatte der Schotte gewonnen. Obwohl Hallett den ersten Frame für sich entscheiden konnte, dominierte Hendry den Anfang des Spieles. Hendry führte schnell mit 4:1, kam dann aber ins Stocken. Hallet holte schließlich fünf Frames in Folge zum 6:4. Hendry konnte noch einen Frame gewinnen, ehe Hallett im letzten Frame mit 66:65 Punkten den Turniersieg holte. Es war der erste Profititel für den Engländer.
| Finale: Best of 15 Frames Frames RTÉ Studios, Dublin, Irland, Oktober 1988                                             |                |                |
| Mike Hallett | 8:5            | Stephen Hendry |
| 92:14 (92), 51:63, 9:103 (89), 8:85 (85), 15:99 (99),70:36, 87:36, 77:32, 63, 13 (59), 72:31, 53:65, 94:13 (51), 66:65 |                |                |
| 92 | Höchstes Break | 99             |
| – | Century-Breaks | –              |
| 3 | 50+-Breaks     | 3              |